# Evadne nordmanni
Evadne nordmanni is een watervlooiensoort uit de familie van de Podonidae. De wetenschappelijke naam van de soort is voor het eerst geldig gepubliceerd in 1836 door Lovén.